# حيوم
الحَيَّوم أو التجمع الأحيائي أو المَوطنٌ البِيئي أو المَثْوى النِطاقيّ أو المثوى الأحيائي أو الوحدة الحياتية أو بيوم مجموعة طبيعية من الحيوانات أو النباتات، أو المنطقة التي تشغلها هذه المجموعة، متكيفة مع الأحوال التي تعيش فيها.
كما يُعرف على أنهُ مجموعة أنظمة إيكولوجية تميز مجالا بيو جغرافيا بما فيه من نبات وأصناف حيوانية. غنه تعبير عن الظروف البيئية للمكان سواء على المستوى الإقليمي أو القاري: فالمناخ يؤثر على التربة وهما معا يؤثران على الظروف البيئية التي تستجيب لها مجموعة النباتات والحيوانات للمجال الحيوي البيئي المعني.
البيوجغرافيا هي التي تهتم بالمجالات الحيوية البيئية. وإن التصنيف البيئي للأراضي يحدد المصطلحات المستعملة لتقييم حجم هذه النطاقات.
على مستوى الكرة الأرضية، نجد الغابة المدارية الكثيفة، السافانا، السهوب، الغابة المعتدلة، التندرة وهي مجالات حيوية بيئية كبرى. وتتحكم في توزيعها خطوط العرض بالأساس. أما على مستوى إقليمي أو قاري فإن هذه المجالات يمكن أن تكون أكثر تعقيدا، حيث يمكن للحدود بينها أن تكون متداخلة.
إن ما يحدد المجال الحيوي البيئي هو بالأساس المناخ، وخاصة الحرارة والتساقطات، ويمكن أن نضيف إلى ذلك الارتفاع.

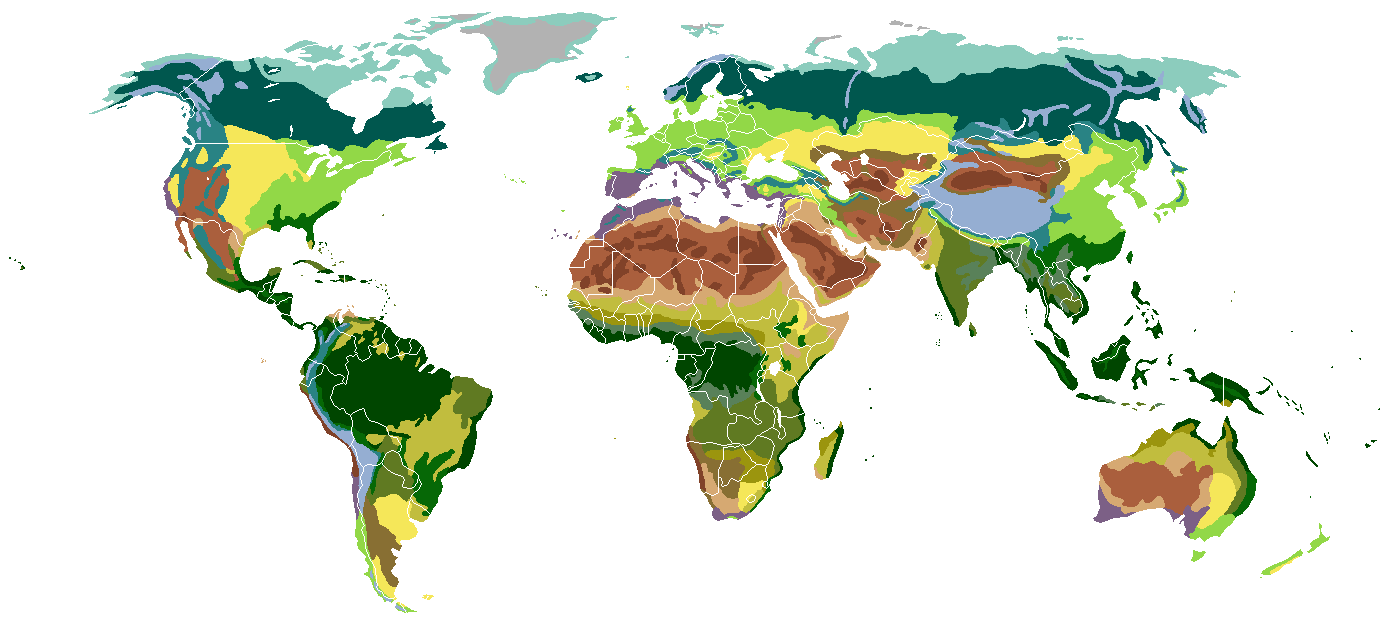
تصنيف المجالات الحيوية البيئية حسب النبات

| الأغطية الجليدية والصحاري القطبية التندرة التايغا الغابات المعتدلة عريضة الأوراق والمختلطة السهوب المعتدلة الغابة الرطبة شبه المدارية | النباتات المتوسطية الغابات المدارية وشبه المدارية عريضة الأوراق الرطبة الصحاري القاحلة الأعياص الجفافية السهوب الجافة الصحاري شبه القاحلة | السافانا العشبية السافانا الشجرية الغابات الجافة المدارية وشبه المدارية الغابات المدارية المطيرة تندرة الجبال الشاهقة الغابات الجبلية |

## مختلف المجالات الحيوية البيئية
- القطبية وشبه القطبية:
  - التوندرا : 37 : إقليم بيئي
  - التايغا : 28 إقليم بيئي
- المعتدلة:
  - الغابة المعتدلة الصنوبرية: 52 أو 53 إقليم بيئي
  - الغابة المعتدلة النفضية والمختلطة : 84 إقليم بيئي
  - المروج والسافانا والأدغال المعتدلة : 45 إقليم بيئي
  - الغابات والأخشاب والأدغال المتوسطية : 39-50 إقليم بيئي
- المدارية وشبه المدارية:
  - الغابات المدارية وشبه المدارية الصنوبرية : 17 إقليم بيئي
  - الغابات المدارية وشبه المدارية الرطبة والنفضية : 231 إقليم بيئي
  - الغابات المدارية وشبه المدارية الجافة والنفضية : 59 إقليم بيئي
  - المروج والسافانا والأدغال المدارية وشبه المدارية : 49 إقليم بيئي
  - المنغروف : 50 إقليم بيئي
  - المروج والسافانا الفيضية : 26 إقليم بيئي
- خارج النطاقات:
  - الصحاري والأدغال ذات النباتات الجافة : 99 إقليم بيئي
  - المروج والأدغال الجبلية: 50 إقليم بيئي